# Weston (Iowa)
Weston és una localitat assignada, pel cens, ubicada al comtat de Pottawattamie a l'estat estatunidenc d'Iowa. Al cens de l'any 2010 tenia 92 habitants i una densitat poblacional de 86,79 persones per km².

## Geografia
Weston està ubicat a les coordenades 41° 20′ 32″ N, 95° 44′ 42″ O / 41.34222°N,95.74500°O. Segons l'Oficina del Cens dels Estats Units, Weston té una superfície total d'1,06 km², de la qual 1,06 km² corresponen a terra ferma i (0%) 0 km² és aigua.
Situat al sud-oest de l'estat, també fa frontera amb el Comtat de Douglas a l'estat de Nebraska

## Demografia
Segons el cens de 2010, 92 persones residien a Weston. La densitat de població era de 86,85 hab./km². Dels 92 habitants, Weston estaba compost pel 100% raça blanca, el 0% eren de raça negra, el 0% eren asiàtics, el 0% eren afroamericans. Del total de la població el 5,43% eren hispanoamericans o llatinoamericans